# Aleksandr Poskriobyszew
Aleksandr Nikołajewicz Poskriobyszew (wcześniejsze polskie transkrypcje: Aleksander Poskriebyszow; ros. Александр Николаевич Поскрёбышев; ur. 26 lipca?/7 sierpnia 1891, zm. 3 stycznia 1965) – członek partii bolszewickiej od 1917 roku, sprawował wysokie stanowiska partyjne, m.in. w Swierdłowsku i Ufie. Długoletni szef sekretariatu Stalina.

## Życiorys
Był synem szewca. Prawdopodobnie brał udział w wymordowaniu rodziny carskiej. Od marca 1922 był asystentem sekretarza Komitetu Centralnego, potem zastępcą kierownika partyjnego Biura Kontroli, 1924–1929 pomocnik sekretarza generalnego KC RKP(b)/WKP(b). W 1929 stanął na czele Wydziału Administracyjnego KC WKP(b)
Na początku lat 30. wszedł w skład osobistego sekretariatu Stalina, 1930–1934 kierownik Tajnego Wydziału KC WKP(b). W 1935, po śmierci dotychczasowego szefa sekretariatu Iwana Towstuchy, objął to stanowisko i sprawował je do kwietnia 1953, gdy został usunięty w wyniku intryg Berii. Po śmierci dyktatora był członkiem Prezydium Rady Najwyższej. W 1960 przeszedł na emeryturę. Odznaczony czterema Orderami Lenina (1939, 1944, 1945 i 1951) oraz medalami
Trzykrotnie żonaty: Jadwiga Stankiewicz (1919–1929), Bronisława Mietallikowa (Masenkis) (1934–13.10.1941) oraz po raz trzeci po 1942. Ojciec dwóch córek, wychował również córkę Bronisławy. Bronisława, lekarz endokrynolog, została aresztowana przez Berię w 1939 r. po próbie interwencji w celu zwolnienia jej brata, Michaiła (aresztowanego jako mąż siostry synowej Trockiego). Interwencja męża była bezskuteczna. Rozstrzelano ją w 1941.

## Literatura, linki
- Abdurachman Awtorchanow, Zagadka śmierci Stalina. Spisek Berii., Warszawa 2002, Wyd. LTW, ISBN 83-88736-20-5.
- Справочник по истории Коммунистической партии и Советского Союза 1898–1991